# Persone di nome Monique
| Questa pagina contiene informazioni ricavate automaticamente dalle voci biografiche con l'ausilio del template Bio e di un bot. L'aggiornamento è periodico e automatico e ricostruisce completamente la pagina. Se manca una persona in questa lista, sei pregato di non aggiungerla, ma accertati piuttosto che la sua voce biografica contenga il template Bio e che i dati anagrafici siano correttamente compilati. Se il template Bio manca, inseriscilo tu stesso o, in alternativa, metti l'avviso {{tmp\|Bio}} che ne segnala la mancanza. Se i dati riportati sono sbagliati, correggi direttamente la voce biografica; le modifiche saranno visibili in questa lista entro pochi giorni. Per chiarimenti vedi il progetto antroponimi. La lista contiene solo le 60 persone che sono citate nell'enciclopedia e per le quali è stato implementato correttamente il template Bio. Pagina aggiornata al 16 ott 2024. |

Questa è una lista di persone presenti nell'enciclopedia che hanno il prenome Monique, suddivise per attività principale.

## Attrici(8)
- Monique Coleman, attrice statunitense (Orangeburg, n. 1980)
- Monique Gabriela Curnen, attrice statunitense (Stati Uniti, n. 1970)
- Monique Dupree, attrice e modella statunitense (Newark, n. 1974)
- Monique Mercure, attrice canadese (Montréal, n. 1930 - Montréal, † 2020)
- Mo'Nique, attrice, comica e scrittrice statunitense (Baltimora, n. 1967)
- Monique Spaziani, attrice canadese (Montréal, n. 1957)
- Gabrielle Union, attrice e ex modella statunitense (Omaha, n. 1972)
- Monique van de Ven, attrice e regista olandese (Zeeland, n. 1952)

## Attrici pornografiche(2)
- Monique Alexander, attrice pornografica statunitense (Vallejo, n. 1982)
- Monique Covet, ex attrice pornografica ungherese (n. 1976)

## Cantanti(3)
- Monique Brumby, cantante australiana (Devonport, n. 1974)
- Monique Melsen, cantante lussemburghese (Ettelbruck, n. 1951)
- Monique Steyn, cantante sudafricana (Midrand, n. 1979)

## Cestiste(9)
- Monique Ambers, ex cestista e allenatrice di pallacanestro statunitense (Mount Shasta, n. 1970)
- Monique Ballue, cestista francese (Asnières-sur-Seine, n. 1927 - Vialas, † 2018)
- Monique Billings, cestista statunitense (Riverside, n. 1996)
- Monique Coker, ex cestista statunitense (New York, n. 1982)
- Monique Currie, ex cestista statunitense (Washington, n. 1983)
- Monique Limousin, cestista francese (Parigi, n. 1930 - Parigi, † 2011)
- Monique Morehouse, ex cestista statunitense (Rancho Palos Verdes, n. 1974)
- Monique Ngo Ndjock, ex cestista camerunese (Elat-Minkom, n. 1985)
- Monique Supeley, ex cestista belga (Koksijde, n. 1953)

## Cicliste su strada(1)
- Monique Knol, ex ciclista su strada olandese (n. 1964)

## Discobole(1)
- Monique Jansen, ex discobola olandese (Harderwijk, n. 1978)

## Farmacologhe(1)
- Monique Capron, farmacologa francese (Lilla, n. 1947)

## Filosofe(1)
- Monique Canto-Sperber, filosofa francese (n. 1954)

## Fotografe(1)
- Monique Velzeboer, fotografa e ex pattinatrice di short track olandese (Oud Ade, n. 1969)

## Hockeiste su ghiaccio(1)
- Monique Lamoureux, hockeista su ghiaccio statunitense (Grand Forks, n. 1989)

## Modelle(6)
- Monique Boucher, modella francese
- Monique Chiron, modella francese (n. 1937)
- Monique Lemaire, modella francese (n. 1943)
- Monique Negler, modella francese
- Monique Sluyter, modella, conduttrice televisiva e cantante olandese (Sneek, n. 1967)
- Monique Uldaric, modella francese (n. 1954)

## Ostacoliste(1)
- Monique Éwanjé-Épée, ex ostacolista francese (Poitiers, n. 1967)

## Pallavoliste(3)
- Monique Mead, pallavolista statunitense (Newnan, n. 1991)
- Monique Pavão, pallavolista brasiliana (Rio de Janeiro, n. 1986)
- Monique Strubbe, pallavolista tedesca (Chemnitz, n. 2001)

## Pattinatrici di velocità su ghiaccio(1)
- Monique Garbrecht, ex pattinatrice di velocità su ghiaccio tedesca (Potsdam, n. 1968)

## Pianiste(1)
- Monique Haas, pianista francese (Parigi, n. 1909 - Parigi, † 1987)

## Poetesse(1)
- Monique Wittig, poetessa e saggista francese (Dannemarie, n. 1935 - Tucson, † 2003)

## Politiche(1)
- Micky Adriaansens, politica olandese (Schiedam, n. 1964)

## Rugbiste a 15(1)
- Monique Hirovanaa, ex rugbista a 15 neozelandese (Auckland, n. 1966)

## Sacerdotesse(1)
- Monique Wilson, sacerdotessa britannica (Haiphong, n. 1928 - Spagna, † 1982)

## Schermitrici(2)
- Monique Kavelaars, schermitrice canadese (London, n. 1971)
- Monique de Bruin, ex schermitrice statunitense (Portland, n. 1977)

## Sciatrici alpine(1)
- Monique Pelletier, ex sciatrice alpina statunitense (Aspen, n. 1969)

## Scrittrici(5)
- Monique Laederach, scrittrice svizzera (Les Brenets, n. 1938 - Peseux, † 2004)
- Monique Pistolato, scrittrice italiana (n. 1965)
- Monique Roffey, scrittrice britannica (Port of Spain, n. 1965)
- Monique Truong, scrittrice statunitense (Ho Chi Minh, n. 1968)
- Gabrielle Vincent, scrittrice, disegnatrice e illustratrice belga (Ixelles, n. 1928 - Ixelles, † 2000)

## Tenniste(3)
- Monique Adamczak, tennista australiana (Kensington, n. 1983)
- Monique Javer, ex tennista britannica (Burlingame, n. 1967)
- Monique van Haver, ex tennista belga (n. 1948)

## Velociste(3)
- Monique Henderson, velocista statunitense (San Diego, n. 1983)
- Monique Hennagan, ex velocista statunitense (Columbia, n. 1976)
- Monique Williams, ex velocista neozelandese (Tokoroa, n. 1985)

## Senza attività specificata(2)
- Monique Loudières, ex ballerina francese (Choisy-le-Roi, n. 1956)
- Monique van der Vorst, paraciclista e triatleta olandese (Gouda, n. 1984)